# NGC 1422
NGC 1422 is een balkspiraalstelsel in het sterrenbeeld Eridanus. Het hemelobject werd in 1886 ontdekt door de Amerikaanse astronoom Francis Preserved Leavenworth.

## Synoniemen
- PGC 13569
- ESO 548-77
- MCG -4-9-51
- IRAS 03393-2150